# مردم زیبا و زشت
مردم زیبا و زشت (به انگلیسی: Pretty Ugly People) فیلمی محصول سال ۲۰۰۸ و به کارگردانی تیت تیلور است. در این فیلم بازیگرانی همچون میسی پایل، ملیسا مک‌کارتی، لری سولیوان، فیل لویس، جاش هاپکینز، جک نوثورتی، اکتاویا اسپنسر، فیلیپ لیتل، ویلیام ساندرسون، الیسون جنی، لری سالیوان، بن فالکون و تیت تیلور ایفای نقش کرده‌اند.
داستان
فیلم با صدای لوسی (میسی پایل) شروع می‌شود که در مورد چاق بودن و داشتن دوستان لاغر در دانشگاه صحبت می‌کند. او با گریه و کنایه به دوستش بکی (ملیسا مک‌کارتی) تماس می‌گیرد و می‌گوید که در حال مرگ است. او از بکی می‌خواهد که تمام دوستان دانشگاهی زن را برای آخرین سفر به دیدن لوسی، که اکنون به اداره‌ی هتل هالند لیک لاج در کاندون، مونتانا کمک می‌کند، جمع کند.
حلقه‌ی دوستان که توسط بکی سازماندهی شده است، در فرودگاهی در مونتانا گرد هم می‌آیند. بکی همسرش ریچارد را می‌آورد و او را برای اولین بار به تاجر کالا، جورج، ترور، تهیه‌کننده‌ی رپ نامزد جایزه گرمی، مهماندار هواپیما آستین و نماینده‌ی ایالتی ری که همسرش مری (اکتاویا اسپنسر) را نیز می‌آورد، معرفی می‌کند. وقتی گروه جمع می‌شوند، مردی به نام سم به گروه نزدیک می‌شود و به آنها می‌گوید که لوسی او را فرستاده تا آنها را به هتلی که در آن اقامت دارد، برساند.
پس از رسیدن به هتل، گروه توسط یک زن بلوند جذاب مورد استقبال قرار می‌گیرد. وقتی کسی لوسی را نمی‌شناسد، او را به دوستانش معرفی می‌کند و می‌گوید که خودش است، دیگر چاق نیست. کمی بعد، موقع ناهار، لوسی برای دوستانش توضیح می‌دهد که عمل جراحی بای پس معده انجام داده و هنوز چهار پوند با وزن ایده‌آلش فاصله دارد.
صبح روز بعد، او گروه را زود بیدار می‌کند و به آنها اطلاع می‌دهد که قرار است به یک پیاده‌روی چهار روزه بروند که در آن او چهار پوند وزن آخر خود را کم خواهد کرد. بخش عمده فیلم بر روی این سفر پیاده‌روی متمرکز است. در طول سفر، جنبه‌های مختلف زندگی همه دوستان لوسی آشکار می‌شود. جورج خود را همجنسگرا معرفی می‌کند. ری و مری از هم ناراضی هستند و مری در نهایت حلقه ازدواج خود را درمی‌آورد و به ازدواجش با ری پایان می‌دهد. به همین ترتیب، بکی و ریچارد از ازدواج خود ناراضی هستند و مشخص می‌شود که بکی با یکی از همکارانش رابطه نامشروع دارد.
در پایان پیاده‌روی، لوسی قبل از اینکه سم برای سوار کردن همه در اتوبوس بیاید، برایشان شام آماده می‌کند. همه از لوسی عصبانی هستند، به خصوص بکی که پس از تماس لوسی با او، بقیه را متقاعد کرده بود که بیایند. لوسی به آنها می‌گوید که معتقد بود لاغر شدن او را به اندازه آنها خوشحال می‌کند، اما چیزی که او در این سفر متوجه شده این است که هیچ‌کدام از آنها خوشحال نیستند و این هرگز ربطی به وزن نداشته است.
سم در حالی که گروه را به سمت کلبه برمی‌گرداند، دچار حمله قلبی می‌شود و اتوبوس از جاده خارج می‌شود. سم می‌میرد و ریچارد در حالی که منتظر کمک است، می‌میرد. ریچارد درست قبل از مرگش از بکی به خاطر رفتاری که با او داشته عذرخواهی می‌کند. بقیه زنده می‌مانند، پس از اینکه ری برای کمک می‌دود و به مری ثابت می‌کند که به دیگران بیشتر از خودش اهمیت می‌دهد. ری به واشنگتن برمی‌گردد و در انتخابات سنا پیروز می‌شود. در صحنه‌های پایانی فیلم، همه (به جز ری) در ساحل ناهار می‌خورند، زمانی باورنکردنی پس از تصادف اتوبوس. لوسی و بکی که باردار است، به آب می‌افتند تا بکی بتواند خاکستر ریچارد را به دریا بریزد. پس از آن، آنها یکدیگر را در آغوش می‌گیرند